# Aureoboletus moravicus
Bolet couleur de lion, Bolet morave, Bolet jaune lion
Espèce
Statut de conservation UICN

 LC  : Préoccupation mineure
Aureoboletus moravicus, le Bolet couleur de lion, auparavant Xerocomus leonis ou Xerocomus moravicus, est une espèce de champignon (Fungi) basidiomycète du genre Aureoboletus dans la famille des Boletaceae. Il est caractérisé par son odeur agréable dite de "pâtisserie".

## Taxonomie
Le nom correct complet (avec auteur) de ce taxon est Aureoboletus moravicus (Vacek) Klofac.
L'espèce a été initialement classée dans le genre Boletus sous le basionyme Boletus moravicus Vacek.

### Synonymes
Aureoboletus moravicus a pour synonymes :
- Aureoboletus moravicus f. luteus Nonis & Ponzi
- Aureoboletus moravicus f. pallescens (Herink) Klofac
- Boletus leonis D.A.Reid
- Boletus moravicus Vacek
- Boletus moravicus Vaek, 1946
- Boletus tumidus Rostkov.
- Xerocomus boudieri Singer, 1942
- Xerocomus leoninus
- Xerocomus leonis (D.A.Reid) Alessio
- Xerocomus moravicus f. pallescens Herink
- Xerocomus moravicus (Vacek) Herink

### Phylogénie

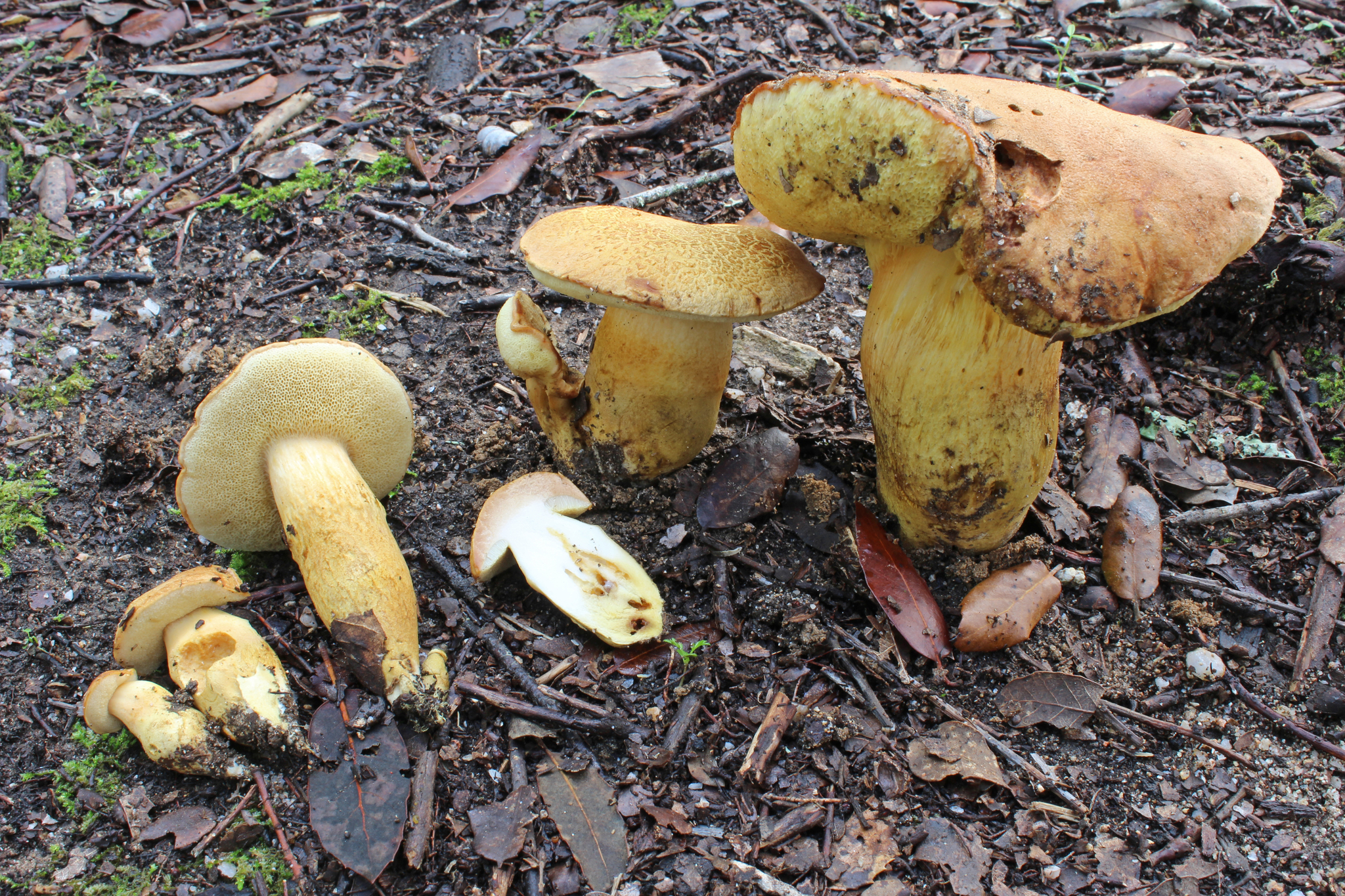
Collection de sporophores de A. moravicus en Sardaigne.

Ce taxon a été décrit pour la première fois en 1946 par Vladimír Vacek, qui l'a nommé Boletus moravicus. Son nom actuel, reconnu par Index Fungorum, lui a été donné en 2010 par Wolfgang Klofac, qui l'a transféré dans le genre Aureoboletus.
Les formes graciles ont été interprétées et publiées comme Xerocomus leonis (Reid) Bon. Le binome X. tumidus Fr. serait antérieur, mais doit être considéré comme douteux, car dans sa diagnose il est fait référence à un pileus « glabre, subvisqueux » (MUÑOZ, 2008).

### Étymologie
L'épithète spécifique est donné d'après le nom de la Moravie, aujourd'hui la République tchèque.

### Noms vulgaires et vernaculaires
Ce taxon porte en français les noms vernaculaires ou normalisés suivants : Bolet couleur de lion, Bolet morave, Bolet jaune lion.

## Description du sporophore
Les bolets sont des champignons dont l’hyménophore, constitué de tubes et terminés par des pores, se sépare facilement de la chair du chapeau. Ce chapeau d'abord rond, recouvert d'une cuticule, devient convexe à mesure qu’il vieillit. Ils ont un pied (stipe) central assez épais et une chair compacte. Les caractéristiques morphologiques de A. moravicus, sont les suivantes :
Son chapeau mesure 2 à 8 cm, il est sec, finement feutré, parfois cabossé, de couleur jaune brunâtre à chamois cuivré ou fauve,.
L'hyménophore présente des tubes ocre jaune pâle puis chamois, non bleuissants. Les pores sont concolores aux tubes.
Son stipe mesure 3 à 10 cm x 0,5 x 3 cm, il est lisse ou plus souvent avec des veines plus u moins en relief au sommet, souvent ventre-fusoïde, crème à jaune ochracé pâle.
La chair est blanchâtre à jaunâtre, non bleuissante. Sa saveur est douce et son odeur agréable est dite "de pâtisserie" ou rappelant celle de la noix de coco, une de ses caractéristiques d'identification singulières. Le mycélium est jaunâtre pâle.

### Caractéristiques microscopiques
Ses spores mesurent 8,5 à 12 μm x 5 à 6 μm, elles sont hyalines ou presque.

## Galerie

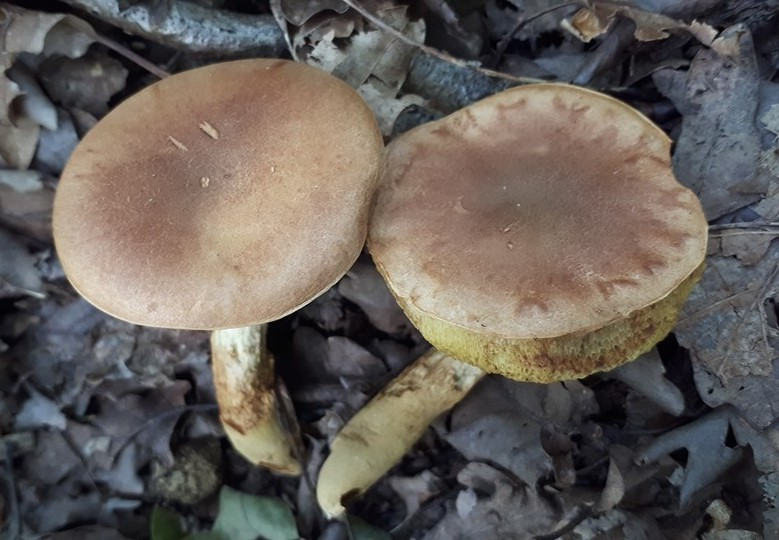
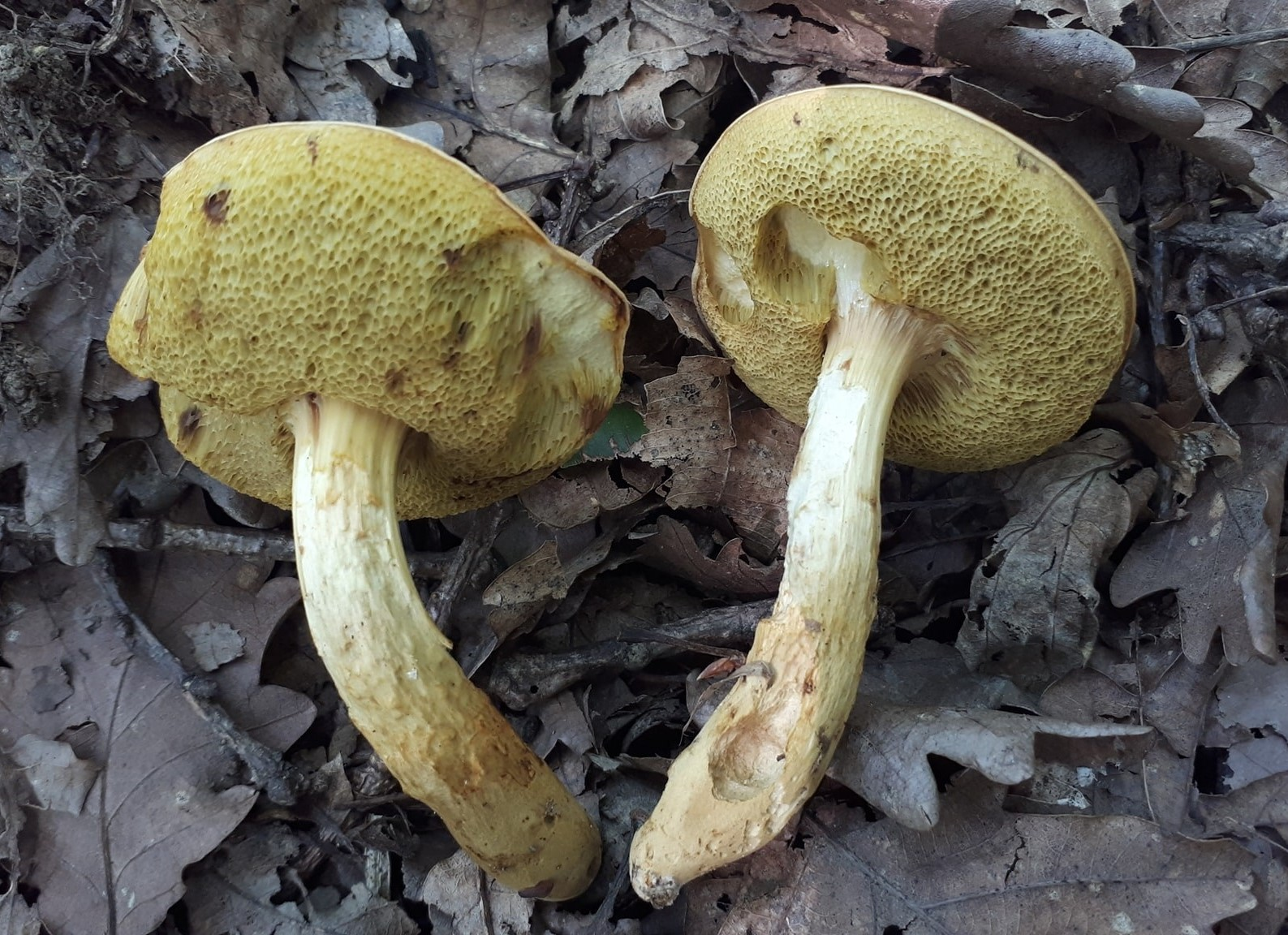
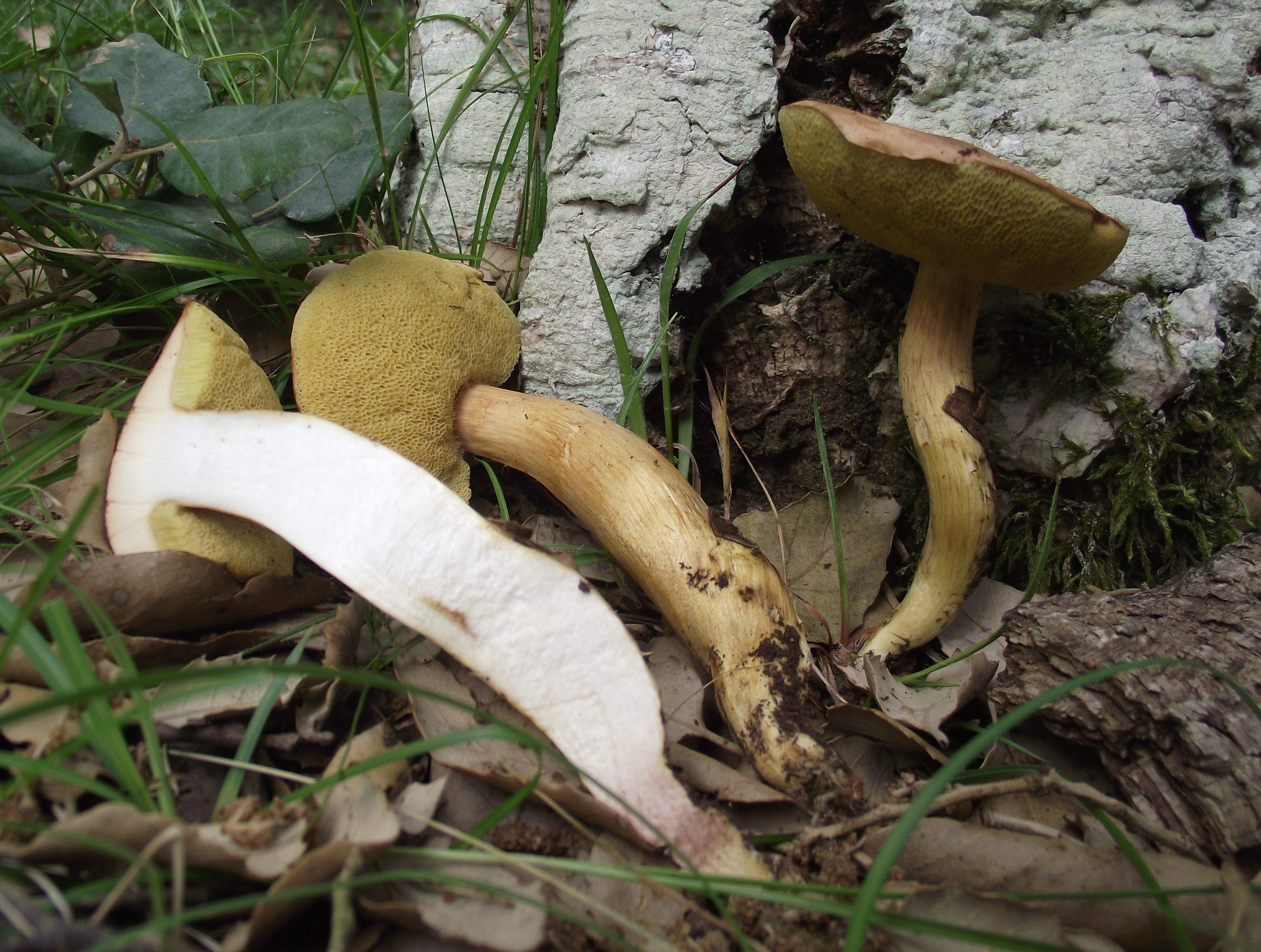
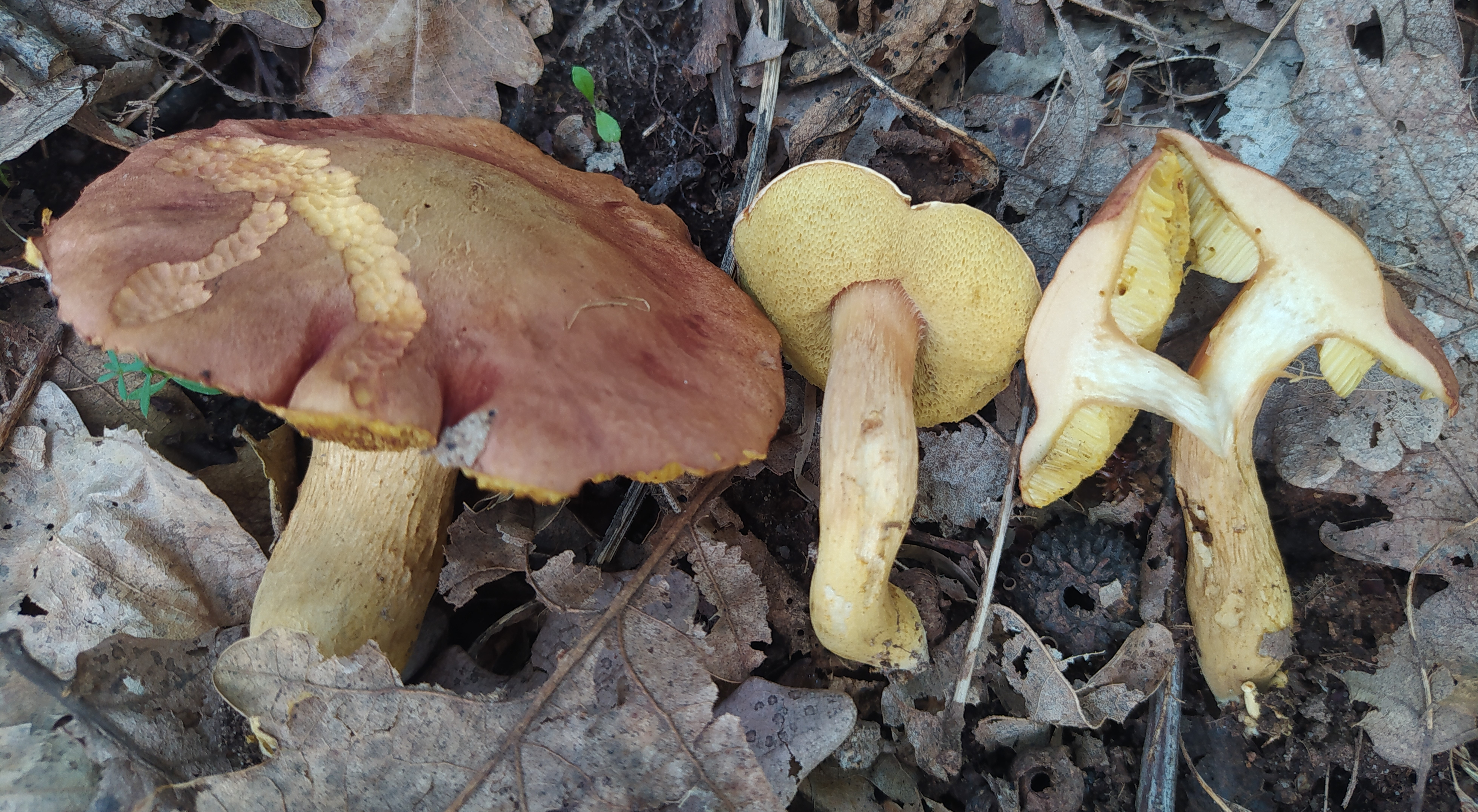

## Variétés et formes
- Aureoboletus moravicus f. pallescens est une forme aux teintes pâles[2].

## Habitat et distribution
Il s'agit un champignon ectomycorhizien, poussant dans les forêts chaudes de différents feuillus, surtout les chênes (Quercus) et les charmes (Carpinus), mais aussi les châtaigniers (Castanea) ou les tilleuls (Tilia),.

## Statut de conservation

### Régional
- Auvergne-Rhône-Alpes : classement de cette espèce en catégorie NT (Quasi menacée) au niveau régional[8].
- Alsace : classement de cette espèce en catégorie VU (Vulnérable) au niveau régional[9].
- Franche-Comté : classement de cette espèce en catégorie EN (En danger) au niveau régional[10].

## Comestibilité
Le Bolet couleur de lion est comestible, d'interêt gustatif moyen, comme tous les Xerocomus au sens large, de préférence en retirant le pied et en privilégiant les jeunes spécimens dont les tubes ne sont pas très développés. Cependant, de par sa rareté, sa difficulté d'identification, et son manque de saveur, il ne fait l'objet d'aucune consommation traditionnelle ou occasionnelle connue. Sa rareté devrait inciter à ne pas le rechercher à des fins de consommation. Il est à considérer comme sans intérêt alimentaire .

## Confusions possibles
L'odeur du Bolet couleur de lion suffit à le distinguer des autres espèces avec lesquelles il pourrait être confondu telles que
- Le  Bolet subtomenteux (Xerocomus subtomentosus), qui lui est très ressemblant, mais qui est inodore et dont la chair est typiquement rosée dans la moitié inférieure du pied. Comestible[6].
- Le  Bolet dépoli (Hemileccinum impolitum), plus grand, au chapeau feutré de blanc, aux pores jaune vif et à l'odeur d'iode à la base du pied. Comestible.
- Le  Bolet des chênes verts (Leccinellum lepidum), plus grand, au pied squamuleux et à la chair rosissante/grisonnante à la coupe. Comestible.